# کارول لول
کارول لول (انگلیسی: Carol Lavell؛ زادهٔ april ۸, ۱۹۴۳ (۸۱ سال)) ورزشکار اهل ایالات متحده آمریکا است.
وی در مسابقات کشوری و بین‌المللی در مجموع برندهٔ ۱ مدال طلا، ۱ مدال نقره، ۲ مدال برنز شده‌است.